# Mephisto (Schachcomputer)

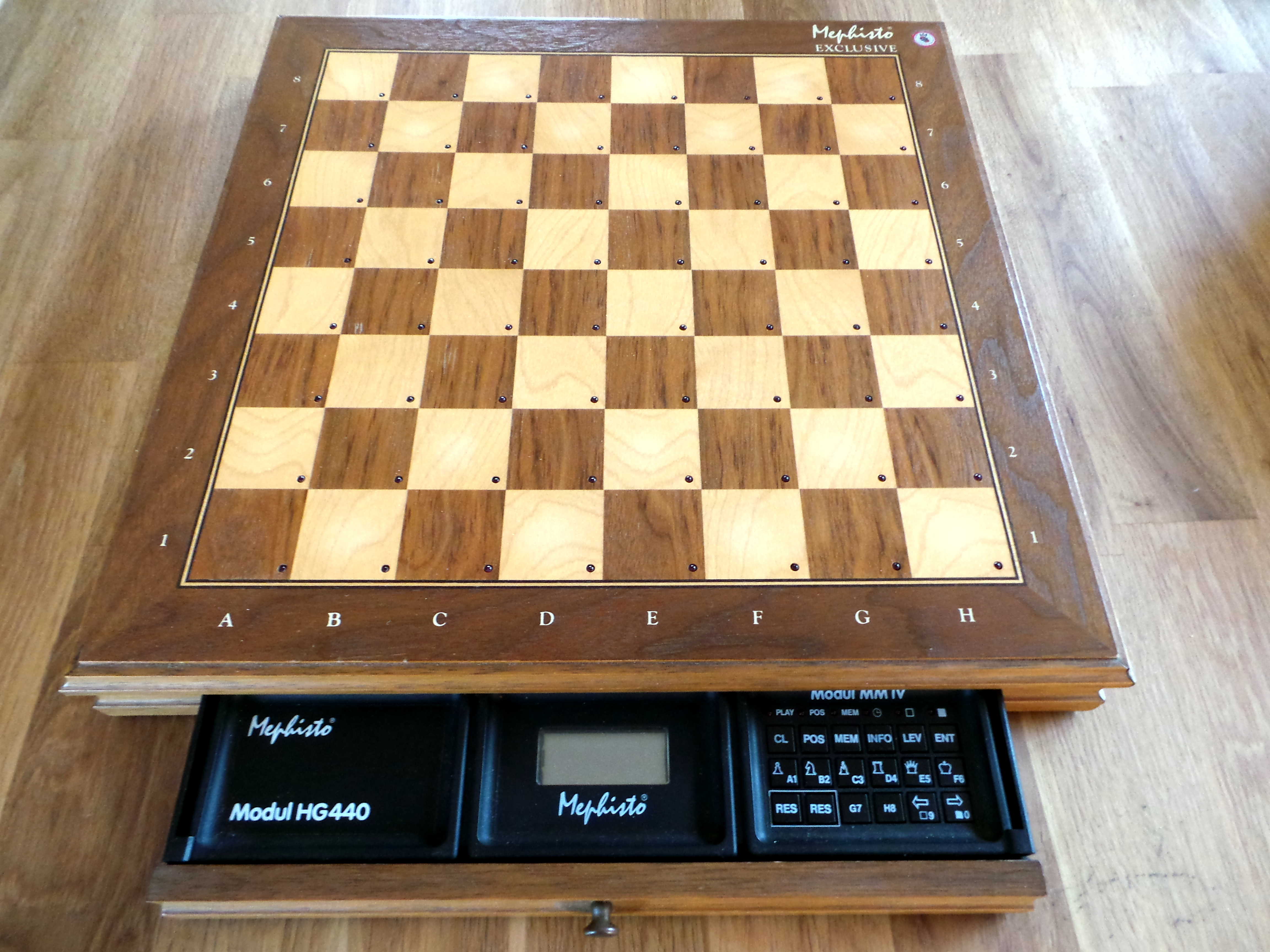
Der Mephisto Exclusive (hier mit herausgezogener Modul-Schublade). Vorn in der Mitte das LCD-Anzeigemodul, rechts das Grundmodul mit dem Bedientastenfeld und links das Eröffnungsmodul als optionale Erweiterung.

Mephisto war der Markenname einer Reihe von Schachcomputern der Münchner Firma Hegener + Glaser (H+G), die in den 1980er-Jahren in Deutschland eine beherrschende Stellung einnahmen. Während dieser Zeit gewannen unterschiedliche Modelle des Mephisto regelmäßig die jährlich stattfindenden Schachweltmeisterschaften für Mikrocomputer („Mikro‑WM“).
Namenspatron war der gleichnamige Schachautomat von Charles Godfrey Gümpel, letztlich Mephistopheles, der Teufel im Fauststoff.
Im Jahr 1994 wurde der Hersteller mitsamt der Namensrechte vom Hongkonger Unternehmen Saitek übernommen.

## Geschichte

### I
Die Erfolgsgeschichte beginnt 1980 mit dem Modell Mephisto I, einem schwarzen handlichen Kästchen mit den Abmessungen (L×B×H) 11 cm × 17 cm × 4 cm (siehe auch Foto des Mephisto I unter Weblinks). Auf dessen rechter Seite befindet sich eine Tastatur mit 17 Tasten zur Eingabe der Züge des menschlichen Gegners. Und auf seiner linken Seite gibt es eine vierstellige alphanumerische LCD-Anzeige zur Anzeige der Züge des Computers in der Form „E2E4“. Entwickelt wurde der erste Mephisto im Jahr 1979 auf Basis des 8-Bit-Mikroprozessors RCA1802 durch den damals 26-jährigen Thomas Nitsche und den 24-jährigen Elmar Henne, wobei der 25-jährige Ossi Weiner die Eröffnungsbibliothek beisteuerte. Anfang August 1980 brachte H+G ihn auf den Markt. Aufgrund seiner Form und Farbe erhielt das Gerät den Spitznamen „Das Brikett“.

### II
Im Dezember 1981 kam das erste Nachfolgemodell auf den Markt, Mephisto II, der sich äußerlich kaum vom ersten Mephisto unterschied (siehe auch Foto des Mephisto II unter Weblinks). Allerdings verfügte er, im Gegensatz zu seinem Vorgänger, über einen doppelt so großen Programmspeicher (16 kByte statt 8 kByte), eine erweiterte und spielstärkere Software sowie eine deutlich vergrößerte Eröffnungsbibliothek (4000 statt 220 Halbzüge). Darüber hinaus konnte er die Stellungsbewertung und die Zugnummer anzeigen. Ende 1981 wurde noch die Taktfrequenz von 3,5 MHz auf 6,1 MHz nahezu verdoppelt, was die Spielstärke weiter erhöhte. Kurz darauf erschien als Ergänzung ein elektronisches Schachbrett in Turniergröße, das die Computerzüge mithilfe von 64 Leuchtdioden signalisierte.

### Mephisto III
Kurz vor Weihnachten 1983 kam mit dem Mephisto III das dritte Gerät der „Brikett-Serie“ auf den Markt. Das neue Modell zeichnete sich durch ein von Nitsche und Henne deutlich überarbeitetes Schachprogramm aus, das damals einzigartig kaum auf die Brute-Force-Methode setzte und zu der Zeit als „eines der intelligentesten Programme der Welt“ galt. Zeitnah erschien das programmgleiche Modul MM1 der modularen Serie (s. u.) auf dem Markt.

### Modulare Serie
Ab dem Jahreswechsel 1983/84 erschienen als Ersatz für das „Brikett“ drei verschieden große elektronische Schachbretter. Alle waren gekennzeichnet durch drei Modul-Schubladen, in die der Rechner sowie weitere Module eingelegt werden konnten. Mithilfe von 64 Reed-Relais im Magnetsensorbrett sowie Magneten im Fuß der Schachfiguren wurden die Züge auf dem Brett automatisch erkannt und die lästige Zugeingabe über die Tastatur entfiel. Weiterhin dienten 64 Leuchtdioden, jeweils eine in der rechten unteren Ecke jedes Feldes, zur Anzeige der Computerzüge direkt auf dem Brett. Die drei Brettmodelle unterschieden sich in der Ausstattung und den Abmessungen. Das preisgünstige „modular“ war aus Kunststoff, maß 35 cm × 30 cm × 3,5 cm und hatte 3 cm × 3 cm große silberne und schwarze Felder. Das Schachbrett „exclusive“ bestand aus Edelholz, bot 4 cm × 4 cm große hellbraune und dunkelbraune Felder (Bild) bei äußeren Abmessungen von 41 cm × 41 cm × 4 cm. Dem ähnelte das „münchen“, wobei dieses mit 5 cm × 5 cm Feldgröße und 50 cm × 50 cm × 6 cm die Spielfläche eines regulären Turnierbretts aufwies.

### Exclusive S
Vom 8. bis 15. September 1984 trat eine verbesserte Version des Mephisto III-Programms, genannt Mephisto III-S, nun laufend auf einem mit 12 MHz getakteten 16-Bit-Mikroprozessor Motorola 68000 und installiert im Exclusive-Brett zur 4. Mikro-WM in Glasgow an. Mephisto konnte mit 5 Punkten aus 7 Runden und punktgleich mit drei anderen Schachrechnern das Turnier gewinnen und wurde erstmals Mikrocomputer-Schachweltmeister. Da es zugleich das einzige der vier Sieger-Geräte war, das zu der Zeit kommerziell erhältlich war, gewann Mephisto Exclusive S darüber hinaus den begehrten Titel „Kommerzieller Weltmeister“.

### Amsterdam
Im Mai 1985 kam der Brite Richard Lang in Kontakt mit H+G. Er hatte zuvor das erfolgreiche Schachprogramm Psion Chess geschrieben, das im Vorjahr bei der 4. Mikro-WM in Glasgow ebenfalls ex aequo Weltmeister geworden war, und übernahm nun, nachdem sich die beiden früheren Autoren Nitsche und Henne von H+G getrennt hatten, die Geschicke des Mephisto. Ihm gelang es innerhalb weniger Monate bis zur 5. Mikro-WM, die vom 5. bis 17. September in Amsterdam stattfand, seine Software weiter zu verbessern und in den Mephisto Exclusive zu implementieren. Sein Mephisto Amsterdam, mit Ossi Weiner als Teamchef, beherrschte das Turnier und gewann es mit 22 zu 2 Punkten und weitem Abstand vor allen Mitbewerbern. Das Siegerprogramm von Amsterdam kam kurz darauf als Modul für den weiterhin mit 12 MHz getakteten 68000er-Mephisto-Schachrechner auf den Markt.

### Dallas
Ein Jahr später, zur 6. Mikro-WM in Dallas, trat das durch Richard Lang weiter verbesserte Programm zum ersten Mal auf einem 32-Bit-Mikroprozessor an. Es handelte sich um den Motorola 68020, der mit damals beachtlichen 28 MHz getaktet wurde, während Seriengeräte mit der halben Taktfrequenz betrieben wurden, und der die WM mit 6 Punkten aus sieben Partien klar gewann.

### Roma
Auch 1987, bei der 7. Mikro-WM in Rom, wurde Mephisto, mit ähnlicher Ausstattung wie im Vorjahr sowie dem Team Lang und Weiner, wieder Weltmeister. Diesmal traten jedoch nur zwei Firmen in der kommerziellen Gruppe an.

### Almeria
Die 8. Mikro-WM fand 1988 in der südspanischen Hafenstadt Almería statt. Der Mephisto Almeria war im Gegensatz zu seinem Vorgängermodell Roma merklich überarbeitet und verbessert worden. Dazu gehörte ein neues Bedienkonzept mit nur noch sechs Tasten (davon vier Pfeiltasten) statt der zuvor üblichen 18 Tasten sowie eine 32-stellige Punktmatrixanzeige. Neben diesen Ausstattungsmerkmalen wurden auch die schachlichen Merkmale verbessert. Die Eröffnungsbibliothek des Almeria enthielt 60.000 Halbzüge und damit 20.000 mehr als der Roma. Als wesentliche Innovation nutzte Almeria erstmals Hashtabellen. Hier werden bereits einmal berechnete Stellungen mit ihren Bewertungen platzsparend abgelegt, wodurch das mehrfache Berechnen identischer Stellungen, wie sie insbesondere im Endspiel auftauchen, vermieden wird. Dies führt zu einer wesentlichen Steigerung der Spielstärke in dieser Partiephase. Mephisto gewann auch dieses Turnier und wurde Weltmeister aller (sechs) Klassen.

### Portoroz
Das damals noch zu Jugoslawien gehörende slowenische Seebad Portorož war 1989 der Veranstaltungsort der 9. Mikro-WM. Mephisto Portoroz war der einzige kommerzielle Teilnehmer und wurde bereits am ersten Tag der WM kampflos zum Sieger in der Herstellergruppe erklärt. Daneben gab es noch eine Software-Gruppe, in der neun Programme um den Titel kämpften. Dazu gehörte Mephisto X, eine von Lang und Weiner aus dem Almeria weiterentwickelte Software, die identisch zu der des Mephisto Portoroz war, jedoch auf einem 68030-Prozessor mit 36 MHz lief. Auch hier siegte Mephisto und wurde Weltmeister.

### Lyon
Im Jahr 1990 entwickelte das Team Lang und Weiner den Mephisto Lyon. Als Neuerung enthielt er zwei unterschiedliche Eröffnungsbibliotheken. Die eine mit einem noch einmal erweiterten und nun besonders breiten Eröffnungsrepertoire, das auch Gambitzüge und „zweischneidige“ Züge aufwies. Auf diese Weise wird das Spiel für den menschlichen Gegner abwechslungsreich und besonders interessant gestaltet. Die zweite war die stark eingeschränkte „Turnierbibliothek“, bei der nur besonders starke Fortsetzungen gespielt wurden. Dies diente dazu, Mephisto bei Wettkämpfen gegen andere Computer nicht unnötig zu schwächen. Wie schon beim Vorgänger war es zusätzlich möglich, die Spielweise durch Wahl von „solid“, „aktiv“ oder „Risiko“ zu beeinflussen sowie neu auch den Wert der Steine zu modifizieren, um so je nach Gusto den Spielstil zwischen „materialorientiert“ und „positionell“ zu verändern. Erstmals verwendete Lyon mit Singular extensions eine zuvor nur auf Großrechnern wie Deep Thought genutzte Technik, bei der forcierte Varianten (bei denen dem Gegner jeweils nur eine einzige vernünftige Fortsetzung bleibt) besonders tief analysiert werden. Dies erhöhte die taktische Schlagkraft des Rechners insbesondere im Mittelspiel.
Vom 24. bis 29. November 1990 trat er zur 10. Mikro-WM in Lyon an. Wie im Vorjahr war er der einzige, der in der Gruppe der kommerziellen Schachcomputer antrat, und erhielt hier den Titel wieder kampflos. In der Software-Gruppe hingegen gab es elf Mitbewerber. Nach hochinteressanten und teilweise dramatischen Partien siegte Mephisto Lyon und errang mit einem Punkt Vorsprung auch hier den WM-Titel.

### Vancouver
Das Jahr 1991 erlebte einen Wechsel im Mephisto-Team. H+G brachte anstelle von Ossi Weiner nun den damals 25-jährigen niederländischen Schachspieler Jeroen Noomen an die Seite von Richard Lang. Er unterstützte ihn durch seine Schachkenntnis und erweiterte die Eröffnungsbibliothek des Mephisto wesentlich. Sie wurde extrem breit und variantenreich gestaltet, wobei auch einige scharfe Varianten implementiert wurden. Die allgemeine Spielstärke konnte jedoch zum ersten Mal nicht gesteigert werden (siehe auch Spielstärke).
Bei der 11. Mikro-WM vom 1. bis 11. Mai 1991 in Vancouver war Mephisto einziger Teilnehmer in der Herstellergruppe und gewann diesen Titel erneut kampflos. In der Software-Gruppe jedoch wurde er diesmal „nur“ dritter mit einem Punkt Rückstand auf den neuen Weltmeister Gideon. Dabei handelte es sich um die Version 9.04 des Schachprogramms Rebel des niederländischen Programmierers Ed Schröder, der seit 1985 ebenfalls für H+G arbeitete. Ossi Weiner vermarktete dieses PC-Programm für H+G als Mephisto Gideon.

## Spielstärke
Die folgende Tabelle illustriert den Spielstärkezuwachs der unterschiedlichen Mephisto-Modelle im Laufe der Zeit. Ähnlich wie für menschliche Schachspieler ist es üblich, auch Schachcomputern eine Spielstärke (englisch rating) in Form einer Elo-Zahl zuzuordnen. Hierbei ist zu beachten, dass Elo-Zahlen für Computer nicht ohne weiteres mit denen menschlicher Schachspieler vergleichbar sind. Grund ist, dass sie praktisch ausschließlich durch Partien zwischen Computern ermittelt werden. Somit fehlt hinsichtlich der absoluten Größe der Wertungszahlen eine Kalibrierung zwischen der Schachleistung menschlicher Meisterspieler und der von Schachprogrammen. Die hier angegebenen Wertungen sind, soweit möglich, der SSDF-Rangliste (Stand 27. Juli 2017) des schwedischen Schachcomputervereins entnommen.
| Modell Jahr CPU Elo I 1980 1802 1225 II 1981 1802 1401 III 1983 1802 1464 Exclusive S 1984 68000 1630 Amsterdam 1985 68000 1829 Dallas 1986 68000 1925 Roma 1987 68020 1931 Almeria 1988 68020 1972 Portoroz 1989 68030 2141 Lyon 1990 68030 2152 Vancouver 1991 68030 2229 |

## Weitere Mephisto-Modelle
- Mephisto Academy

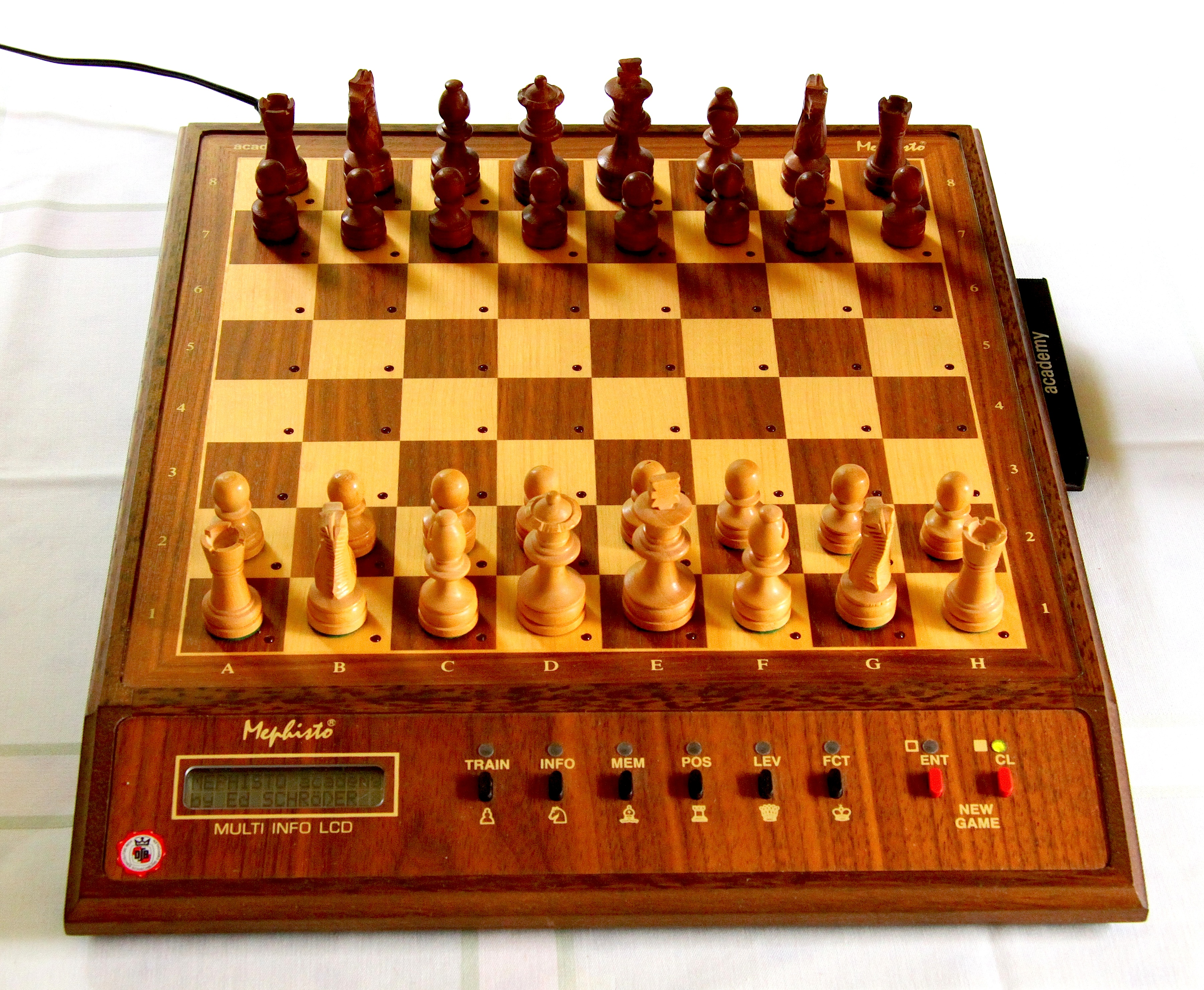
Der Mephisto Academy enthält die Software von Ed Schröder

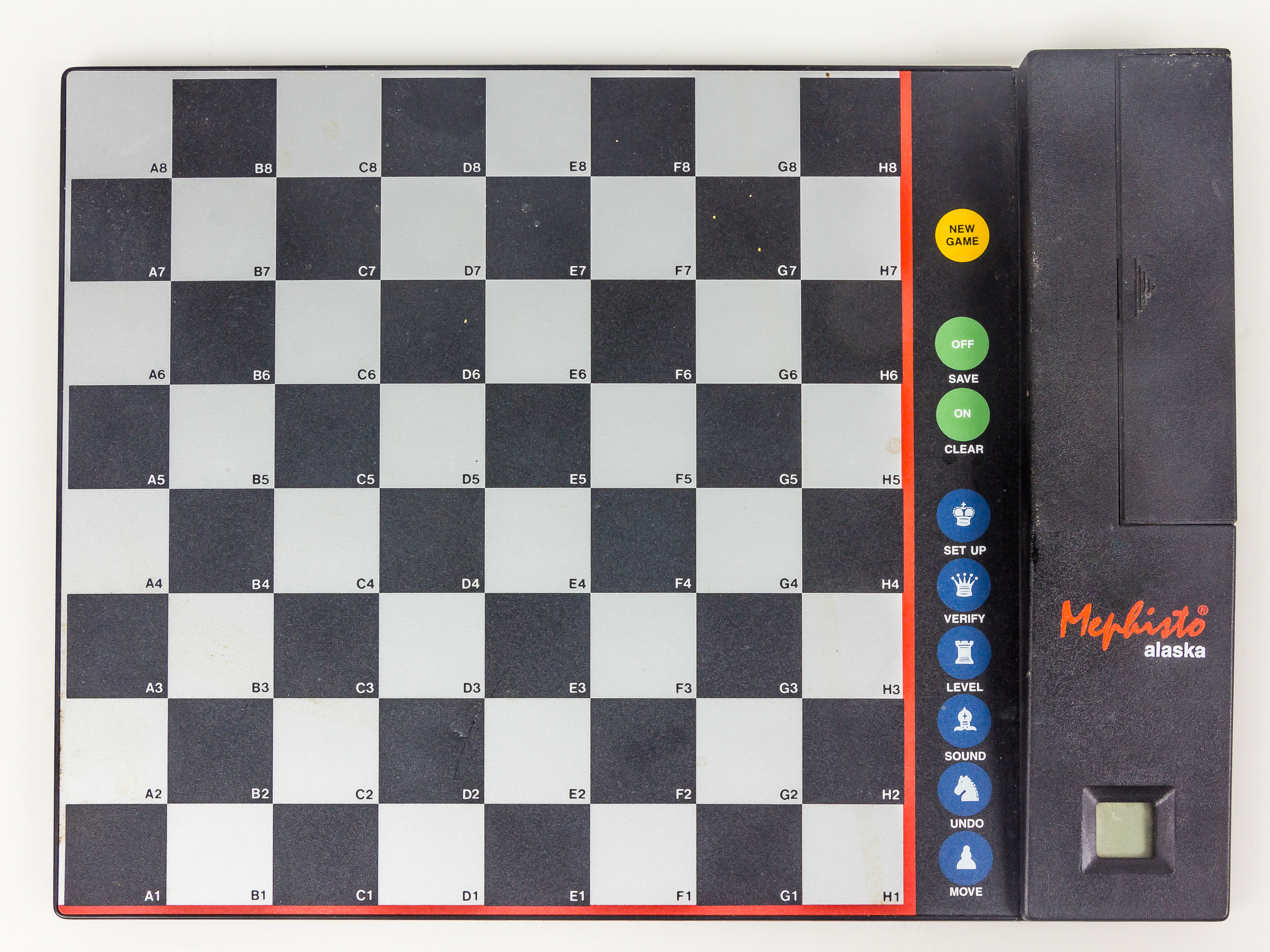
Mephisto alaska

- Mephisto Advanced Travel Chess Computer
- Mephisto Alaska
- Mephisto America
- Mephisto America II
- Mephisto Atlanta
- Mephisto Avanti
- Mephisto Beach
- Mephisto Berlin 68000
- Mephisto Berlin Professional
- Mephisto Bistro
- Mephisto Champion
- Mephisto Chessbook
- Mephisto Chess Challenger
- Mephisto Chess Explorer
- Mephisto Chess Trainer
- Mephisto College
- Mephisto ESB 6000
- Mephisto Europa
- Mephisto Europa A
- Mephisto Excalibur
- Mephisto Excalibur Glasgow
- Mephisto Expert Travel Chess
- Mephisto Explorer Pro
- Mephisto HG 170
- Mephisto HG 240
- Mephisto HG 440
- Mephisto HG 550
- Mephisto Junior (Sensor)
- Mephisto Junior (Tasten)
- Mephisto Junior Master Chess Computer
- Mephisto Madison
- Mephisto Maestro Travel Chess Computer
- Mephisto Manhattan
- Mephisto Marco Polo
- Mephisto Master Chess
- Mephisto Mega IV
- Mein erster Mephisto
- Mephisto Merlin 16K
- Mephisto MeXs
- Mephisto Miami
- Mephisto Micro Travel Chess Computer
- Mephisto Milano
- Mephisto Milano Pro
- Mephisto Mini
- Mephisto Modena
- Mephisto Monaco
- Mephisto Mondial
- Mephisto Mondial II
- Mephisto Mondial 68000XL
- Mephisto Montana
- Mephisto Monte Carlo
- Mephisto Monte Carlo IV
- Mephisto Monte Carlo IV LE
- Mephisto Montreal 68000
- Mephisto Montreux (Johan de Koning)
- Mephisto Mystery
- Mephisto Mythos
- Mephisto Nigel Short
- Mephisto PC Schachbrett
- Mephisto Phantom
- Mephisto Polgar
- Mephisto Schachakademie
- Mephisto Schachschule
- Mephisto Schachschule II
- Mephisto Super Mondial
- Mephisto Super Mondial II
- Mephisto Supermini
- Mephisto Talking Chess Trainer
- Mephisto Talking Chess Academy
- Mephisto Travel Chess